# Undōkaï
 (août 2022).
Si vous disposez d'ouvrages ou d'articles de référence ou si vous connaissez des sites web de qualité traitant du thème abordé ici, merci de compléter l'article en donnant les références utiles à sa vérifiabilité et en les liant à la section « Notes et références ».

Le undōkaï (運動会) est une fête sportive japonaise dans les écoles, en automne. Les étudiants agissent en groupes et essaient de gagner des points pour la victoire.

## Origines et histoire
Un instructeur britannique, Lucius Douglas, qui travaillait au Lycée de la marine à Tsukiji (Tokyo) a proposé de pratiquer l'athlétisme et les sports britanniques, et le premier undōkaï a eu lieu en 1874. Ensuite, l’école d’agriculture de Sapporo en a organisé un en 1878, et la pratique s’est étendue à tout le Japon.

## Caractéristiques

### Dates
- au printemps (mai) ou en automne (septembre ou octobre)
- Le jour des sports (le deuxième lundi d'octobre, c’est un jour férié en souvenir de l’inauguration des Jeux Olympiques de Tokyo, le 10 octobre 1964)

### Places
- les terrains de sports des écoles maternelles, des écoles, des collèges et des lycées.

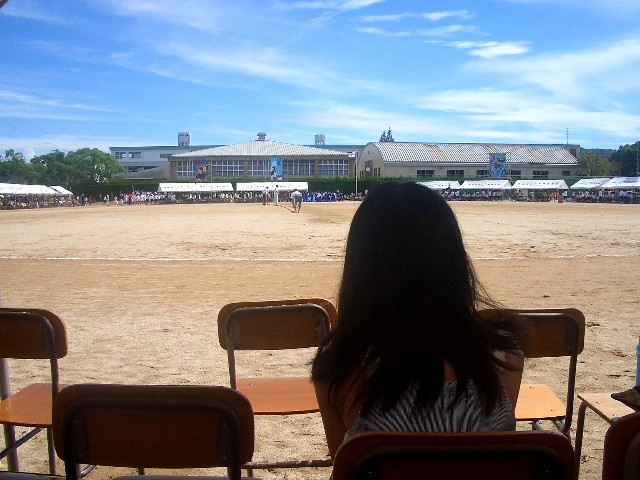

### Vêtements
- Les enfants mettent une tenue de sport qui s’appelle ‘Taisou-fuku’.
- Ils mettent des chapeaux ou bandeaux aux couleurs de leurs équipes.

Les vêtements du undokai
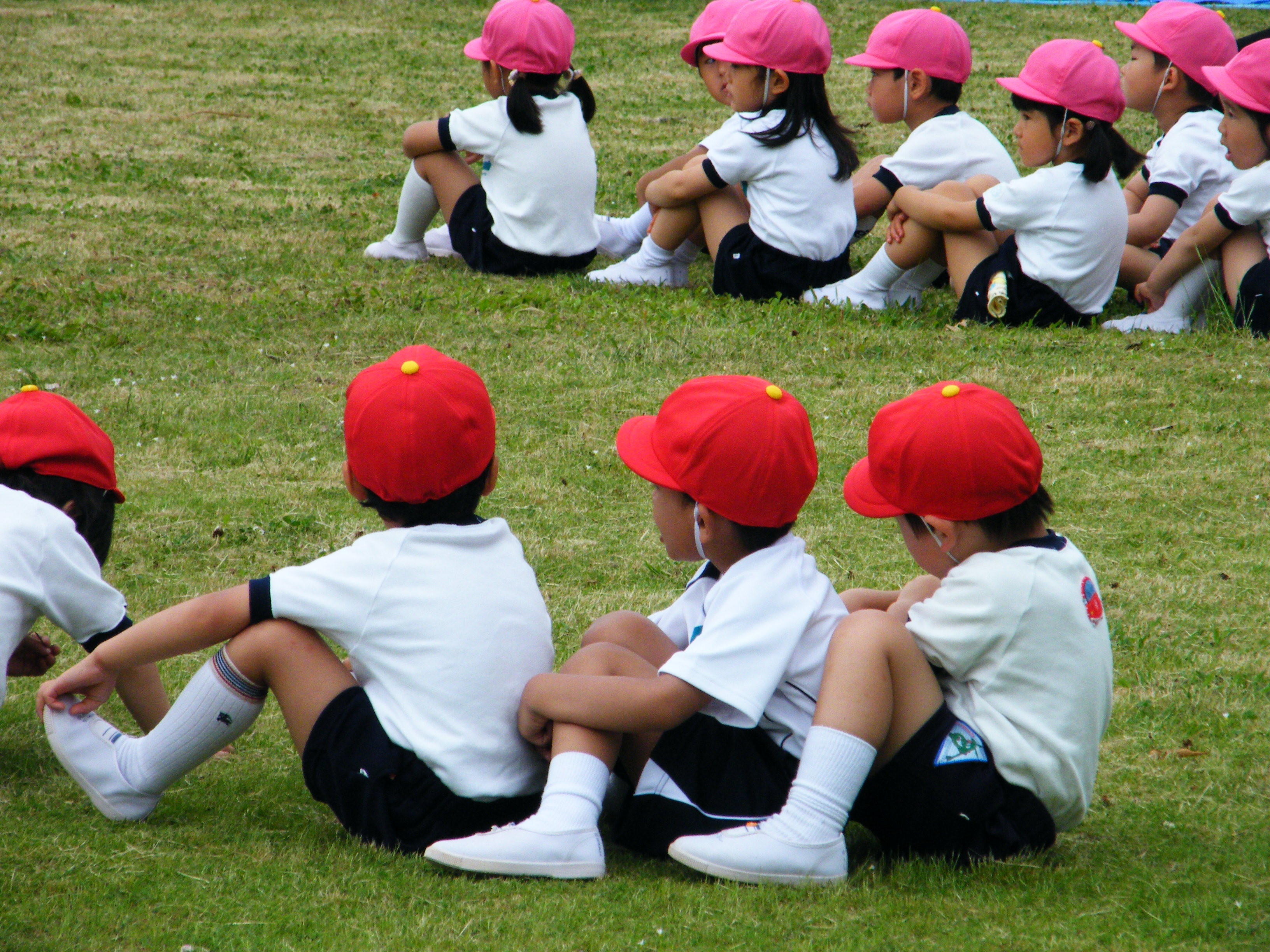
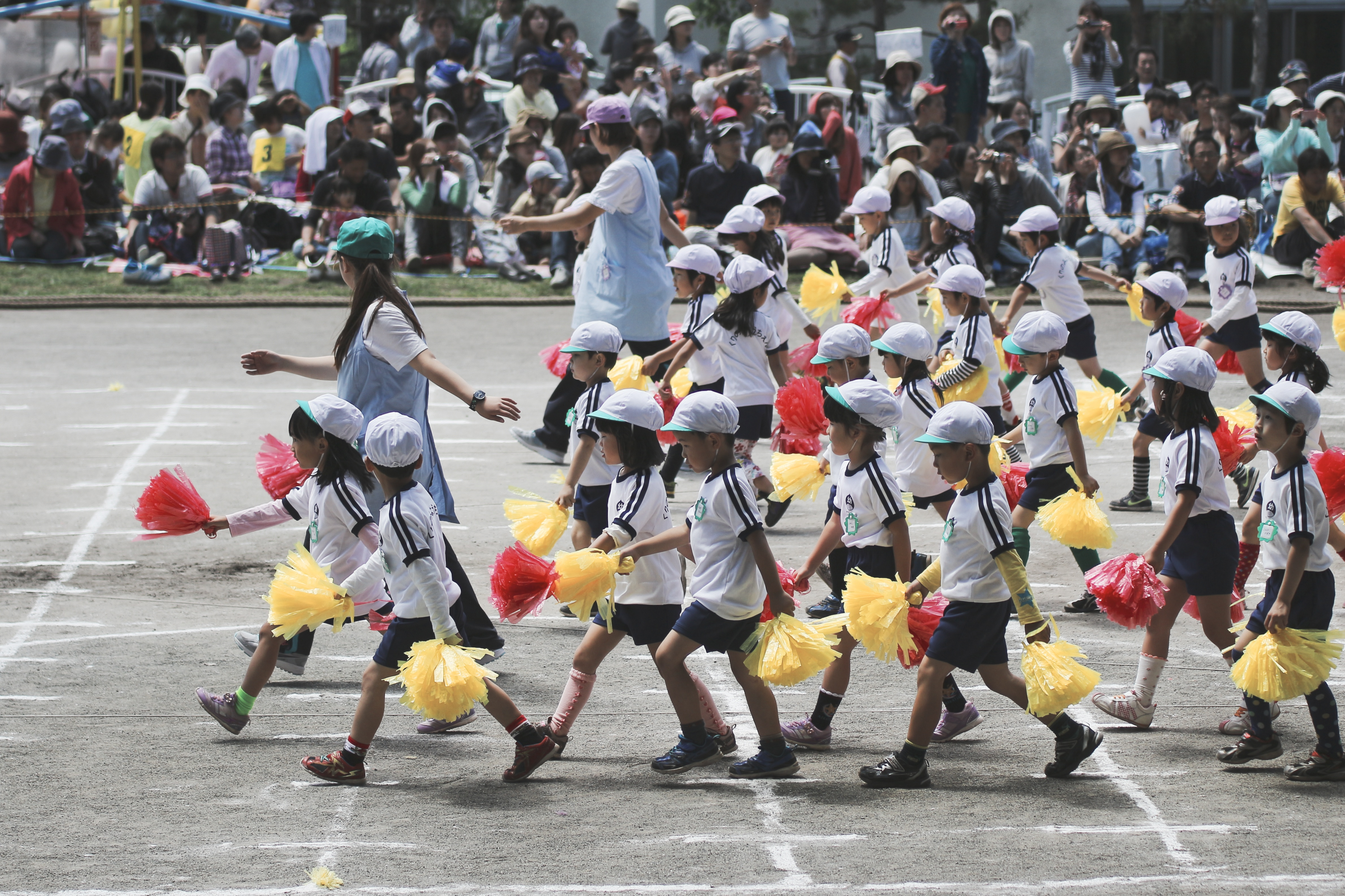

### Épreuves
- épreuves individuelles: course à pied
- épreuves collectives
  - course relais
  - Tir à la corde
  - Saut à la corde en groupe
  - Pousser et faire rouler une grande boule
  - Pyramide humaine
  - course à trois pattes
  - Danse
  - Encouragement de chaque équipe
  - Jet de petites balles dans un panier

Les épreuves du undokai
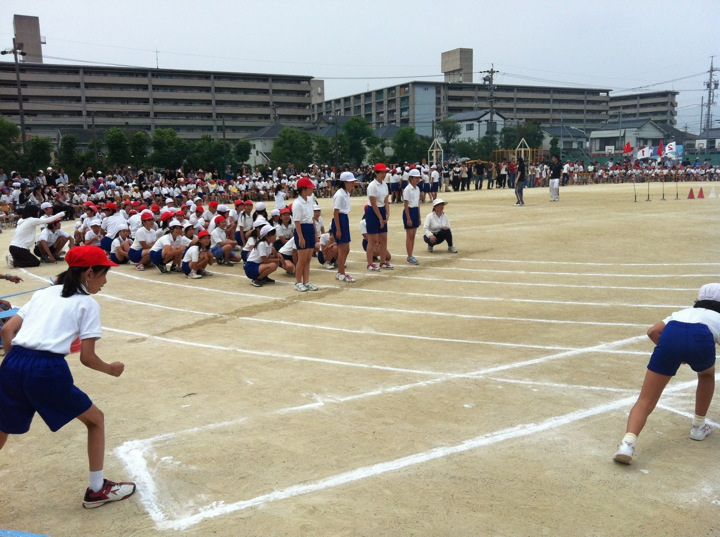
Course à pied pendant un undokai
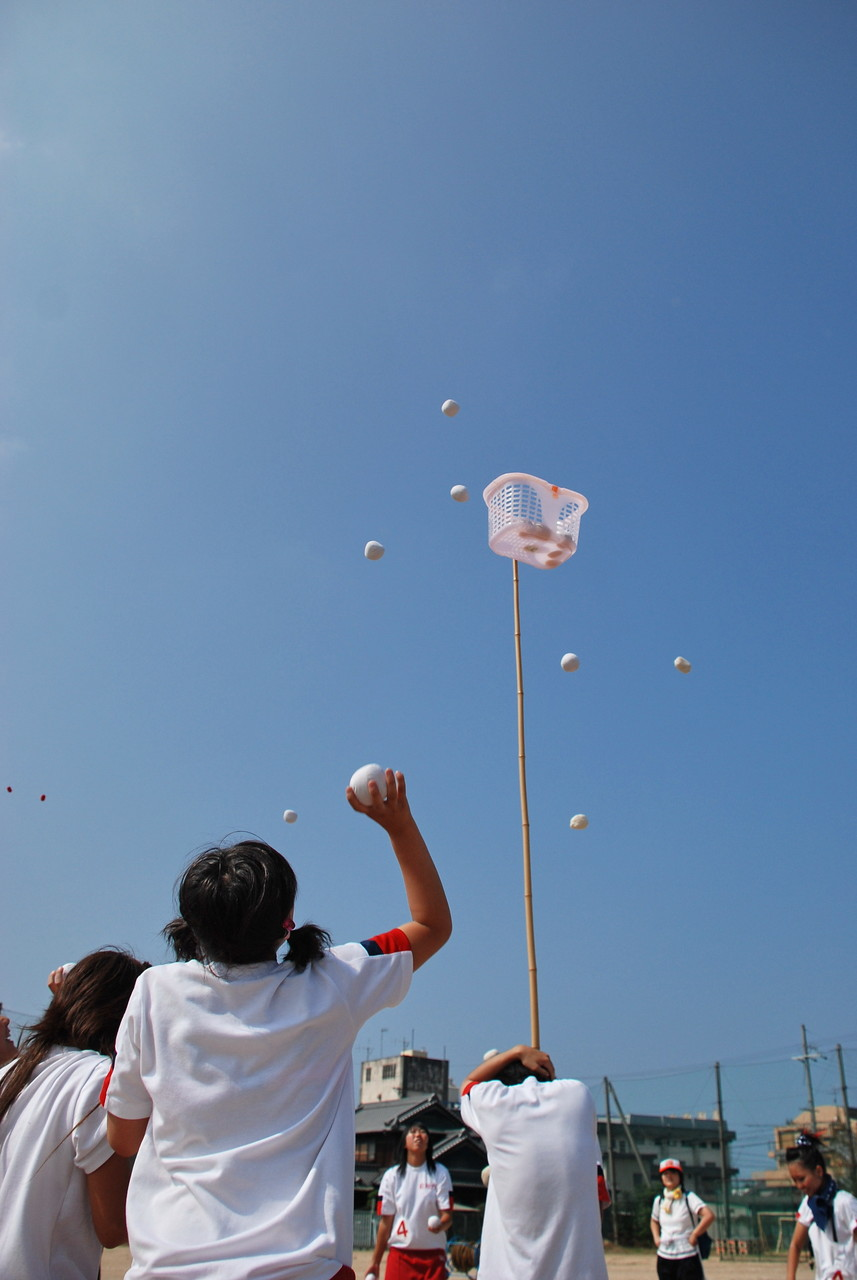
Jet de petites balles dans des paniers
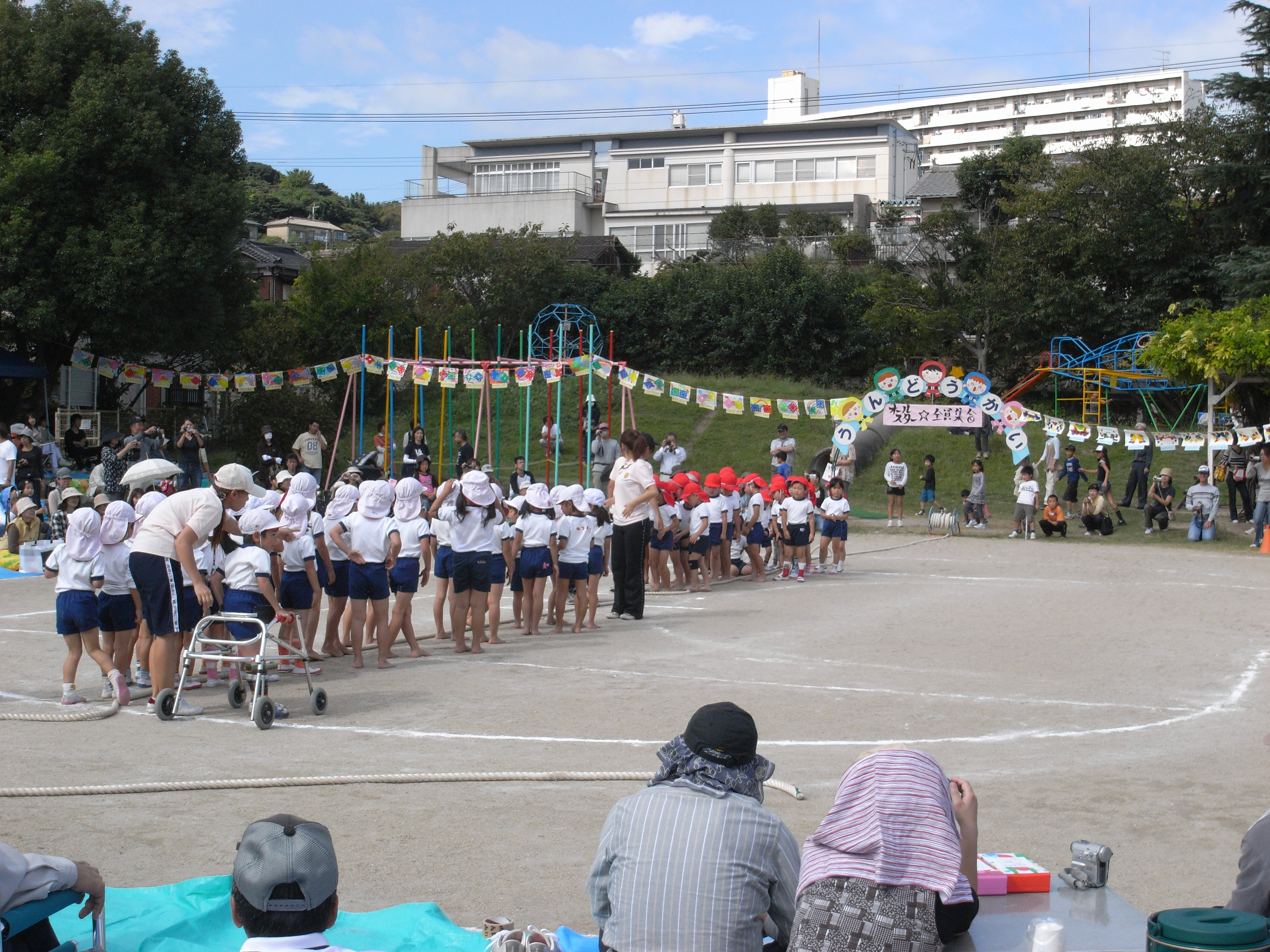
Tir à la corde pendant un undokai
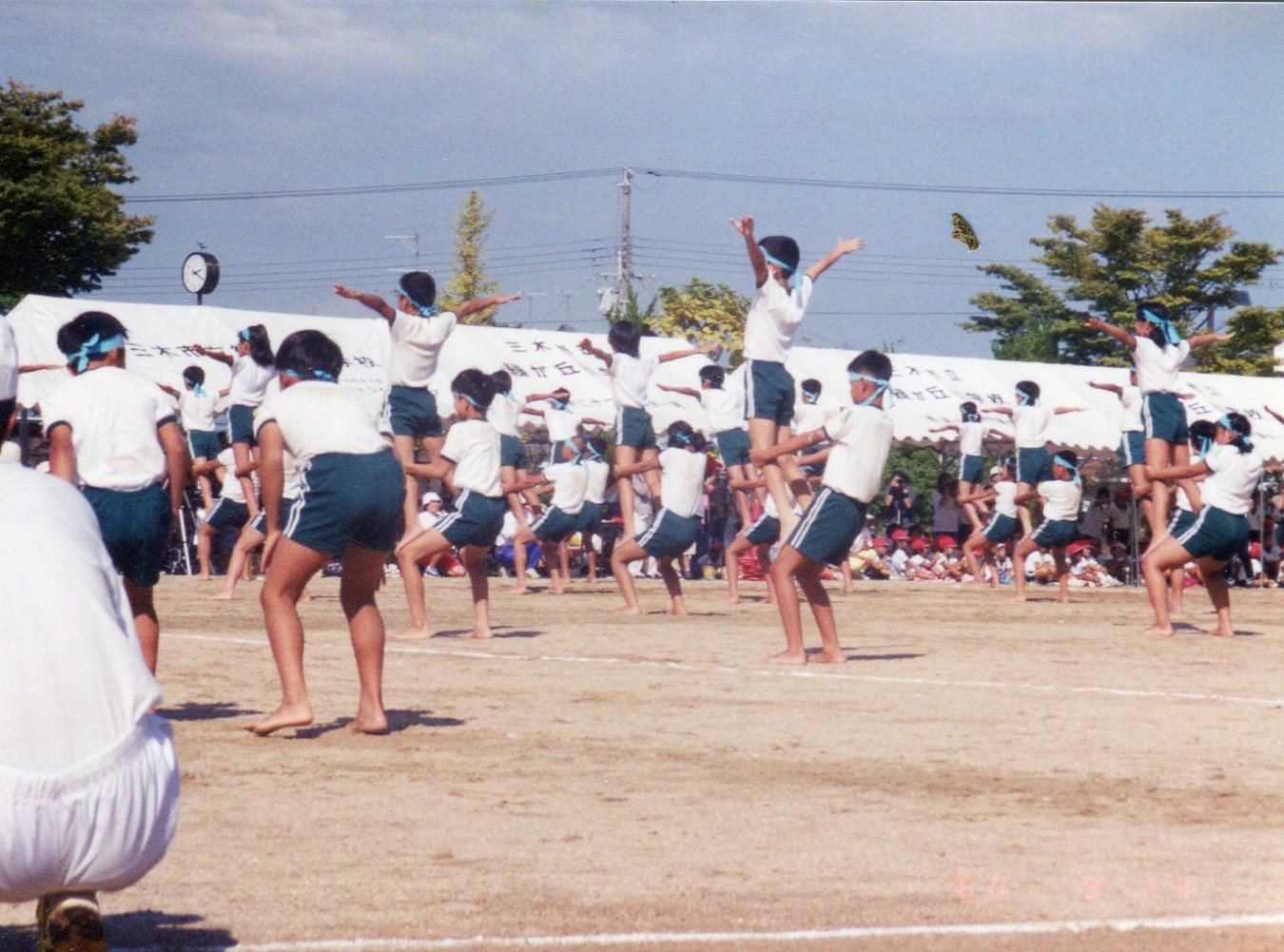
kumi-taiso: exercice physique à deux
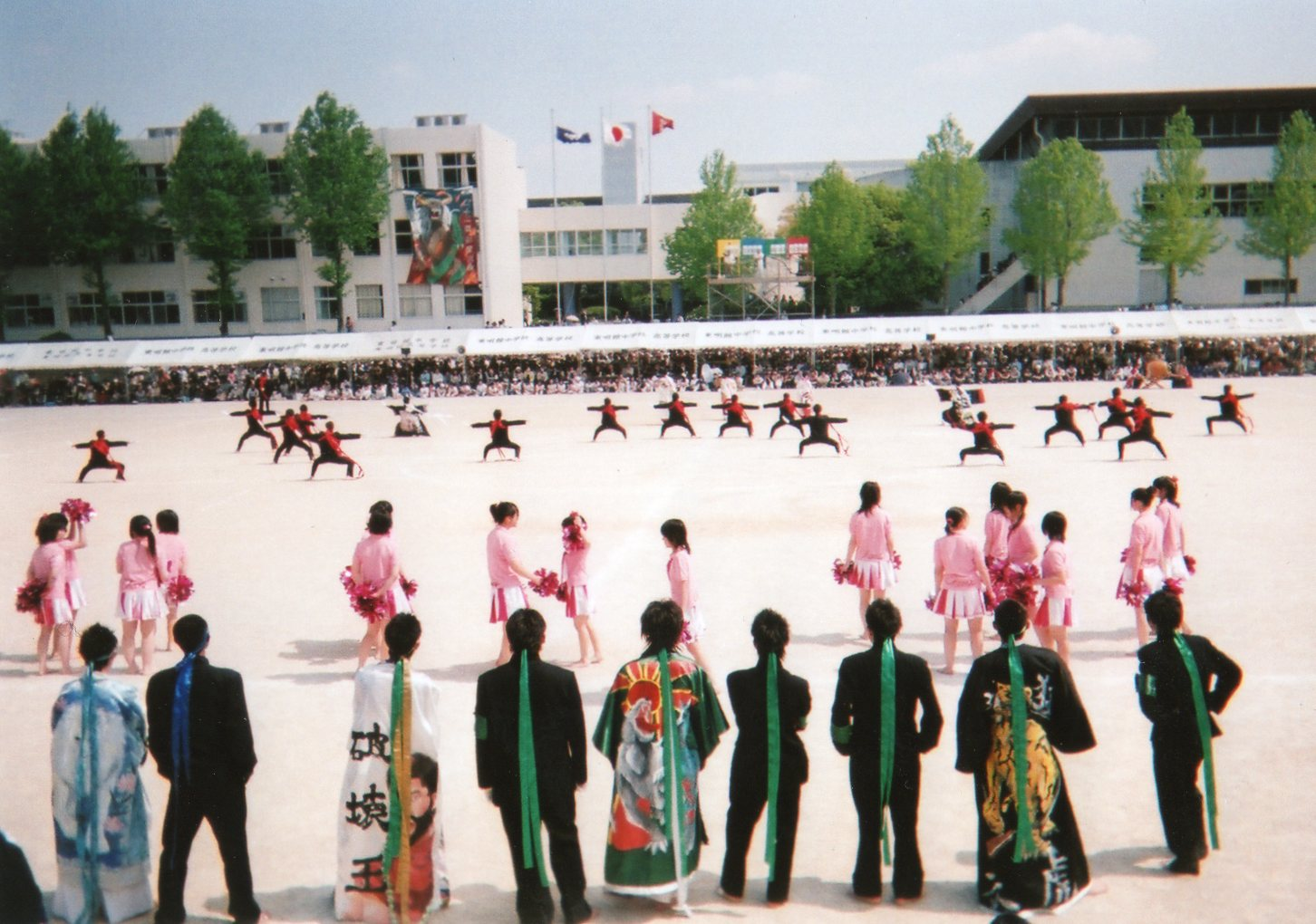
Les supporters

## Familles
Les parents étendent des tapis de sol pour garder une place.  A midi, chaque famille mange un bentō tous ensemble. Normalement, les parents participent aussi à une compétition.

## Critiques
Il y a beaucoup de blessés lors des pyramides humaines. En plus, des enfants qui ne veulent pas participer sont forcés de le faire au nom de l’esprit de groupe.

## Sources
Joanne G. Yoshida, Undokai Diary 運動会, Japan Visitor (sans date) (consulté le 13 octobre 2016)